# Oriana Sabatini
Oriana Gabriela Sabatini (Buenos Aires, Argentina, 19 de abril de 1996) é uma atriz, cantora e modelo argentina, mais conhecida por seus papéis de Azul Medina e Luz na série de Cris Morena, Aliados.

## Biografia
Oriana Gabriela Sabatini Fulop nasceu em 19 de abril de 1996 em Buenos Aires, Argentina. É a primeira filha de Osvaldo Sabatini, um ator e empresario argentino e Catherine Fulop, uma atriz venezolana. Tem uma irmã três anos mais nova que ela chamada Tiziana. Também, é sobrinha da conhecida tenista profissional Gabriela Sabatini. Iniciou sua formação artística desde muito jovem, realizando estudos de canto, piano y teatro. Entre seus estudos se destacarão dos anos no Instituto de entrenamiento actoral Julio Chávez e um ano na New York Film Academy.

## Carreira

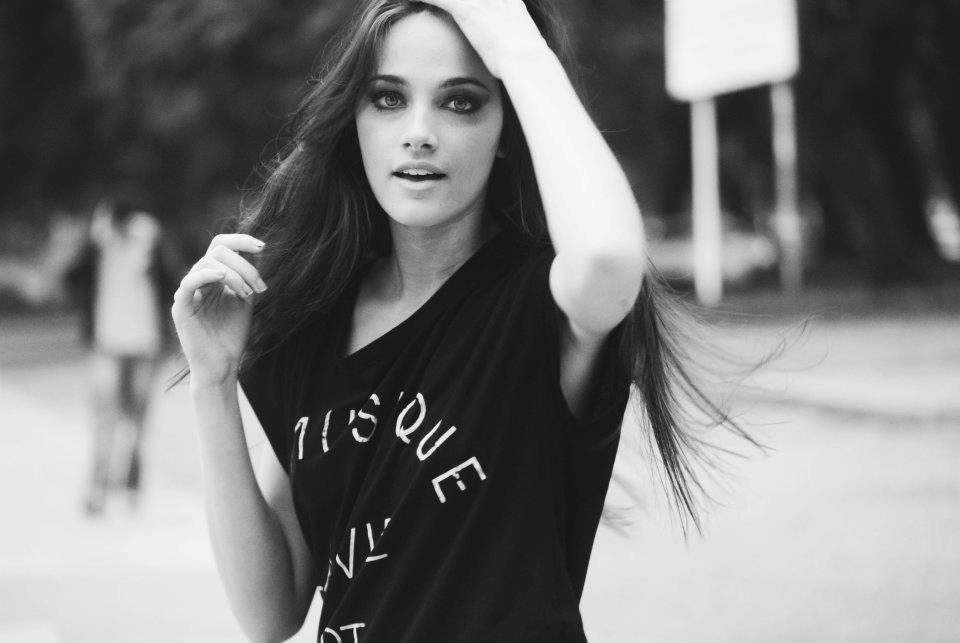
Oriana em 2013

Sua primeira de atuação na televisão foi no ano de 2011 na telenovela uruguaia Porque te quiero así, onde realizou uma participação especial como Rocío, a namorada do protagonista juvenil da novela.
No final de 2012,Oriana foi convocada para realizar um casting da produtora Cris Morena, obtendo um papel co-protagonista na serie Aliados, onde interpretou os personagens de Azul Medina y Luz. Pelo papel de Azul Medina, ganhou o premio "Revelação" na edição de 2013 do Kids Choice Awards Argentina.
Em 2014, participou como convidada no espetáculo El club del hit junto a suas companheiras de Aliados, Jenny Martinez y Mariel Percossi. Esse ano continuou com o papel de Azul na segunda temporada de Aliados, levando o premio como Atriz Favorita na edição do Kids Choice Awards Argentina 2014. Também estreou no teatro com a obra "Aliados, el musical" apresentada no Teatro Gran Rex e teve participações especiais no reality show Tu cara me suena 2 onde imitou a Katy Perry, Aino Jawo  y Christina Aguilera.
Em 2017, lançou seu primeiro Single Love Me Down Easy o mesmo foi um sucesso. Em dezembro deste mesmo ano, lançou Stay Or Run, sendo este sigle dedicado ao seu ex-namorado o youtuber Julian Serrano. Neste mesmo ano, Oriana abriu o show Dangerous Woman Tour, de Ariana Grande na Argentina.
No começo do Ano de 2018, Oriana lançou outro single What u gonna do no Spotify, sendo que este ficou entre os Hits mais tocados. Em março deste ano, Oriana participou do Lollapalooza 2018 , na argentina. Também sera protagonista uma mini-serie chamada Secretos Bien Guardados, onde fara par romântico com o Ator Victorio D'Alessandro ex-casi angeles.

## Filmografia

### Televisão
| Ano         | Título                | Personagem                                         | Notas                 | Canal        |
| ----------- | --------------------- | -------------------------------------------------- | --------------------- | ------------ |
| 2011        | Porque Te Quiero Así  | Rocío                                              | Participação Especial | Canal 10     |
| 2013 - 2014 | Aliados               | Azul Medina/Luz                                    | Protagonista          | Telefe / Fox |
| 2014        | Tu Cara Me Sueña 2    | Ela mesma /Katy Perry/Aino Jawo/Christina Aguilera | Participação Especial | Telefe       |
| 2018        | Secreto bien Guardado | Amalia Kiev                                        | Protagonista          | -            |
| 2018        | Kally's Mashup        | Ela mesma                                          | Participação Especial | Nickelodeon  |
| 2018        | Medusa                |                                                    | Co-protagonista       | Telefe       |

### Cinema
| Ano  | Titulo  | Papel | Notas           | Direção           |
| ---- | ------- | ----- | --------------- | ----------------- |
| 2018 | Perdida | Alina | Co-Protagonista | Alejandro Montiel |

## Teatro
| Ano  | Título          | Personagem  | Teatro          |
| ---- | --------------- | ----------- | --------------- |
| 2014 | El club del hit | Ella misma  | Teatro Tabarís  |
| 2014 | Aliados         | Azul Medina | Teatro Gran Rex |

## Discografía
| Ano  | Single              | Albúm      |
| ---- | ------------------- | ---------- |
| 2017 | 'Love me down easy' | -          |
| 2017 | 'Stay or run'       | -          |
| 2018 | 'What U gonna do'   | -          |
| 2018 | 'False Start'       | -          |
| 2019 | 'Mis manos'         | -          |
| 2019 | 'El último tango'   | -          |
| 2020 | 'Luna Llena'        | -          |
| 2020 | 'BAD'               | -          |
| 2021 | 'Lo que tienes'     | Rusherking |
| 2021 | 'TUYYO'             | FMK        |
| 2022 | 'Error'             | -          |
| 2022 | '325'               | -          |
| 2022 | 'Perro'             | -          |

## Premios y nominaciones
| Premio                        | Año  | Categoría       | Por     | Resultado |                            |      |                 |
| ----------------------------- | ---- | --------------- | ------- | --------- | -------------------------- | ---- | --------------- |
| Kids' Choice Awards Argentina | 2013 | Revelación      | Aliados | Ganhou    |                            |      |                 |
| Kids' Choice Awards Argentina | 2014 | Actriz favorita | Aliados | Ganhou    | Kids' Choice Awards México | 2015 | Actriz favorita |